# Valongo de Milhais
Valongo de Milhais ist eine Gemeinde (Freguesia) im portugiesischen Kreis Murça. In ihr leben 265 Einwohner (Stand 19. April 2021).
Ursprünglich hieß der Ort nur Valongo. 1924 beschloss das portugiesische Parlament die Umbenennung in Valongo de Milhais, zu Ehren des hier geborenen Kriegshelden Aníbal Milhais (1895–1970).